# マティアス・イムカンプ
マティアス・イムカンプ(ドイツ語: Matthias Imkamp，1968年 – )は、ドイツ生まれのトロンボーン奏者である。

## 略歴
- 1968年 ドイツに生まれる。
- 西ドイツ青少年音楽祭にて賞を受賞。
- デトモルト音楽大学にてハインツ・ファーデル教授に師事。
- 1992年 シュレスヴィヒ・ホルスタイン州立劇場フレンスブルク交響楽団(現：シュレスヴィヒ・ホルスタイン交響楽団)ソロ・トロンボーン奏者
- 1996年 ミュンスター交響楽団 トロンボーン奏者

## 人物
- 1982年、オラフ・オット、ヘルマン・ボイマー、ウルリッヒ・ディークマンらと共にトリトン・トロンボーン四重奏団を結成。主に2nd,3rdのパートを受け持っている。
- ドイツ・カンマー・フィルハーモニー管弦楽団のトロンボーン奏者としても活躍している。